# Alinci (Prilep)
Alinci (macedónul: Алинци) település Észak-Macedóniában, a Pelagonijai körzet Prilepi járásában.

## Népesség
| Lakosok száma | 202  | 238  | 276  | 260  | 196  | 121  | 79   | 57   | 53   |
|               | 1948 | 1953 | 1961 | 1971 | 1981 | 1991 | 1994 | 2002 | 2021 |

- 2002-ben 238 lakosa volt, akik mindannyian macedónok.